# رول‌اسکیت این‌لاین

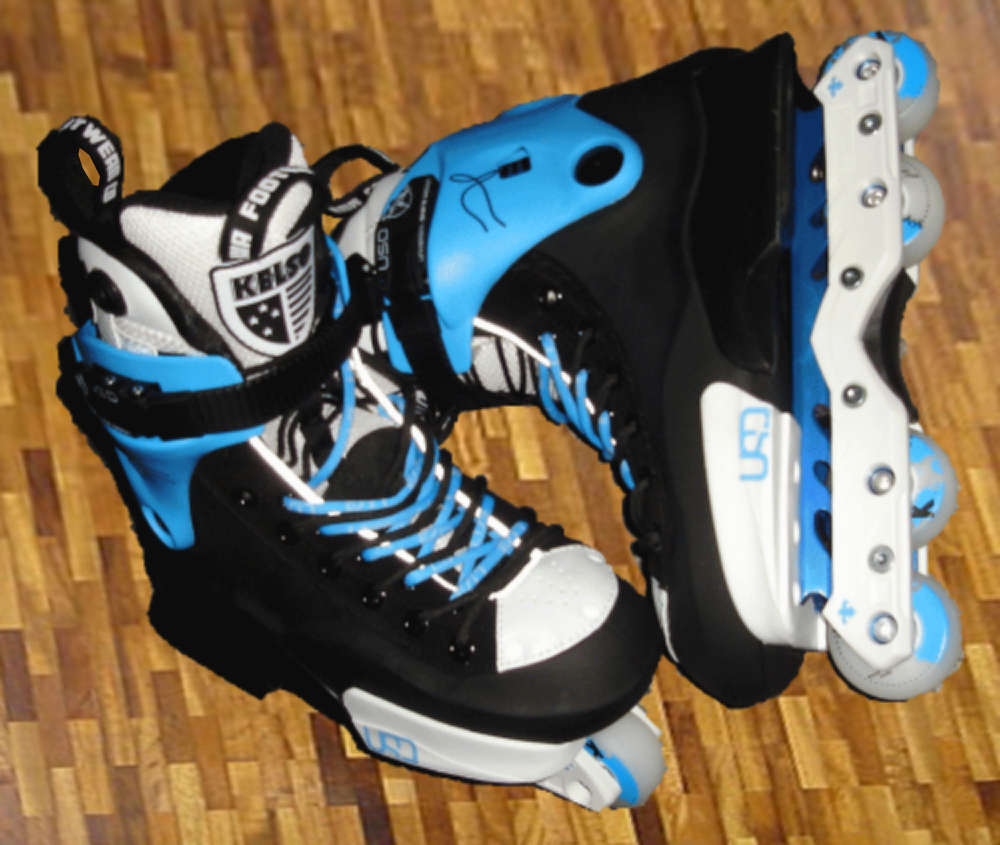
رول‌اسکیت مورد استفاده در اسکیت اینلاین اگرسیو

رول‌اسکیت این‌لاین یا پالیزه این لاین یکی از دو گونه اصلی وسیله رول‌اسکیت می‌باشد. برخلاف رول‌اسکیت کواد که دارای دو چرخ در عقب و دو چرخ در جلو می‌باشد، رول‌اسکیت این لاین دارای چهار یا پنج چرخ در یک خط است. برخی از انواع رول‌اسکیت این لاین به ویژه گونه‌های تفریحی آن دارای یک ترمز می‌باشد که به وسیله آن فرد می‌تواند سرعت خود را کم کرده و توقف نماید، برخی نیز علاوه بر ترمز جلویی دارای یک ترمز عقبی نیز می‌باشند که به ویژه برای ورزشکاران رول‌اسکیت هنری ضروری می‌باشد.
شکل امروزی این‌لاین اسکیت، به عنوان جانشینی برای اسکیت روی یخ جهت استفادهٔ یک ورزشکار روسی برای تمرین به منظور شرکت در مسابقات اسکیت سرعت المپیک، توسعه داده شد. مجله لایف در پی تمرینات اریک هیدن (اسکیت‌باز آمریکایی) برای شرکت در المپیک ۱۹۸۰، تصاویری را از این ورزشکار منتشر کرد که نشان می‌داد او در حال استفاده از چنین اسکیت‌هایی برای تمرین در یکی از جاده‌های ویسکانسین است.
در اواخر دههٔ ۱۹۸۰ و اوایل دههٔ ۱۹۹۰، شرکت رولربلید، که توسط اسکات و برنان اولسون در شهر مینیاپولیس واقع در ایالت مینه‌سوتا تأسیس شد، به‌طور گسترده‌ای این‌لاین اسکیت را ترویج داد؛ این شرکت موفقیت‌های بسیاری کسب کرد، به گونه‌ای که نام این شرکت (رولربلید) به عنوان مترادف نام ورزش این‌لاین اسکیت شناخته می‌شود.

## تاریخچه
جان جوزف مرلین در سال ۱۷۸۰ شیوه‌ها و دستگاه‌های پا کردنی مختلفی را آزمایش کرد، ولی اسکیت این‌لاین، اسکیتی که برای استفاده به جای اسکیت روی یخ در دوره‌های هوای گرم طراحی شده، توسط لوییس لاگرانژ فرانسوی و در سال ۱۸۴۹ اختراع شد. لاگرانژ این اسکیت‌ها را برای یک اپرا طراحی کرد که قرار بود در آن یکی از شخصیت‌ها در حال اسکیت کردن روی یخ ظاهر شود. این اختراع لاگرانژ مشکل‌دار و ناموفق بود، زیرا اسکیت‌سوار با استفاده از آن نه می‌توانست تغییر جهت بدهد و نه می‌توانست بایستد.
اولین اختراع ثبت شده در آمریکا به عنوان اسکیت این‌لاین، جهت حرکت کردن مانند اسکیت روی یخ با چرخ‌های فنربندی شده به صورت جداگانه و بالشتک مانند در ماه ژوئیه سال ۱۹۵۳ و توسط ارنست کالرت در سانتا آنای کالیفرنیا طراحی شد. (US 2644692) این اختراع ابتدا در نسخهٔ ماه آوریل ۱۹۵۰ از مجلهٔ «پاپیولار مکانیکز» و سپس در نسخه آوریل سال ۱۹۵۴ از مجلهٔ «پاپیولار ساینس» و در بخشی با نام «ایده‌های جدید از مخترعان» به‌طور خلاصه توضیح داده شد. اسکیت‌های این‌لاین در سال ۱۹۶۲ و در فیلم روسی «پمپ بنزین ملکه» (به روسی: Королева бензоколонки) نیز ظاهر شدند.
اولین اسکیت این‌لاینی که از نظر تجاری برای این نوع از رول‌اسکیت در دسترس عموم قرار گرفت، توسط شرکت رولربلید و در سال ۱۹۸۷ ساخته شد. در سال ۱۹۹۶، جیسون لوییس برای اولین بار سفر انفرادی به دور کشور ایالات متحده را با اسکیت این‌لاین به انجام رساند. این سفر جزئی از برنامه‌ای با نام اردوی ۳۶۰ بود که اقدامی موفقیت‌آمیز جهت سفر به دور کرهٔ زمین تنها با استفاده از نیروی بدنی انسان به‌شمار می‌آمد. جیسون لوییس در این مسیر با یک خودرو برخورد کرد که باعث شکستن هردو پایش شد. پس از نه ماه او مسافرت خود که از فورت لودردیل شروع و در سان‌فرانسیسکو خاتمه می‌یافت را به پایان رساند. در سال ۲۰۱۲، کیسی فیشر تبدیل به اولین زن و سریع‌ترین فردی شد که با اسکیت این‌لاین به دور ایالات متحده سفر کرد. سفر او از کالیفرنیا تا فلوریدا تنها ۴۷ روز به طول انجامید.

## بخش‌ها
هر اسکیت از قطعات مختلفی ساخته شده‌است که این قطعات، یک پوتین، که پای ورزشکار در آن قرار می‌گیرد، یک چهارچوب که به پوتین متصل است و چرخ‌ها را در جای خود نگه می‌دارد، یاتاقان‌ها یا بلبرینگ‌ها که به چرخ‌ها این امکان را می‌دهند که به راحتی به دور محورها بچرخند، و در پایان یک ترمز لاستیکی که در انتهای چهارچوب پای راست نصب می‌شود را شامل می‌شوند.

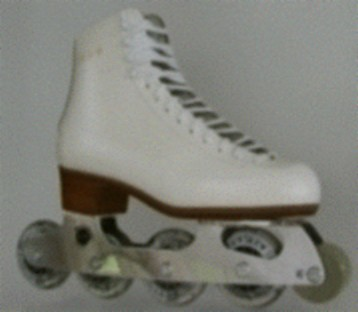
یک اسکیت این‌لاین که برای رول‌اسکیت نمایشی طراحی شده است

کفش‌های اسکیت مختلفی برای انواع مختلف ورزش اسکیت مانند اسکیت اینلاین اگرسیو، اسکیت سرعت این‌لاین، هاکی این‌لاین و رول‌اسکیت نمایشی وجود دارند که در طراحی پوتین، چهارچوب و چرخ‌های مورد استفاده دارای تفاوت هستند.

### پوتین
برای بیشتر انواع اسکیت این‌لاین، پوتین‌های ساق بلند مورد استفاده قرار می‌گیرند، که موجب پشتیبانی بیشتر از مچ پا شده و اسکیت کردن با استفاده از آن‌ها، به ویژه برای تازه‌کارها، بسیار ساده و آسان است. اسکیت‌بازان سرعتی غالباً از پوتین‌های ساخته شده از الیاف کربن استفاده می‌کنند که با استفاده از ساق کوتاه‌تر و ایجاد امکان خمیدگی بیشتر برای مچ پا، به هنگام چرخش‌ها و تغییر مسیرهای سریع، پشتیبانی بیشتری به وجود می‌آورند. برای اسکیت تفریحی از پوتین‌های نرم‌تر جهت راحتی بیشتر استفاده می‌شود، ولی در رشته‌های دیگر پوتین‌های سخت‌تر برای محافظت پا در برابر ضربه‌های شدید و همچنین کنترل‌پذیری بیشتر ترجیح داده می‌شوند. همچنین بعضی از پوتین‌ها دارای کفپوش جذب کنندهٔ ضربه جهت راحتی بیشتر هستند. اسکیت‌بازان سرازیری عموماً از پوتین‌هایی استفاده می‌کنند که به صورت سفارشی و با استفاده از دمای بالا به شکل پای خود ورزشکار درآمده‌اند.
بیشتر اسکیت‌های اگرسیو دارای پوتین‌های سخت یا نیمه سخت برای پشتیبانی بیشتر هستند.

### چهارچوب

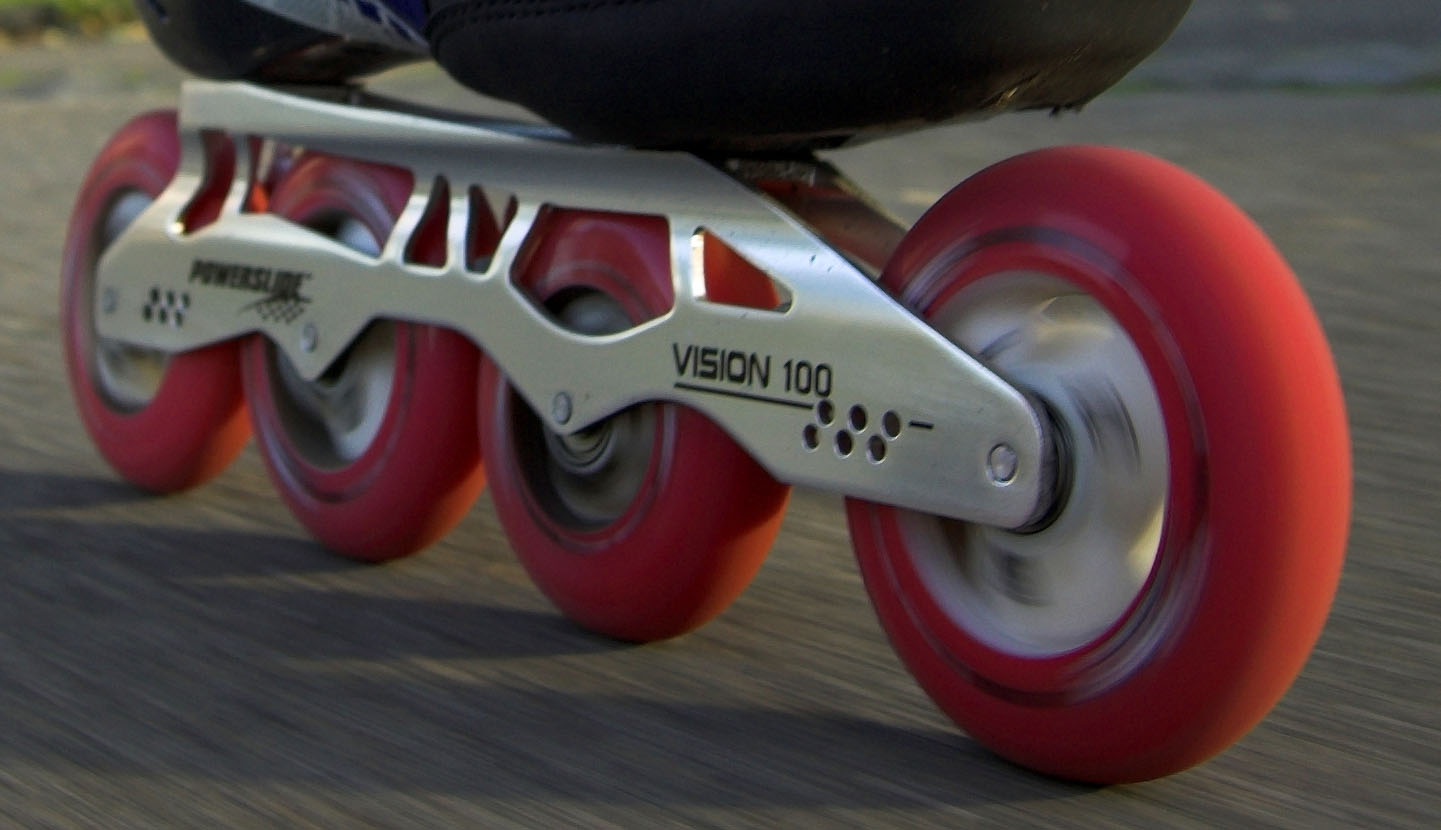
چهارچوب و چرخ‌های یک اسکیت این‌لاین

اسکیت‌های تفریحی از چهارچوب‌های ساخته شده از پلی‌یورتان (پلاستیک) درجه یک استفاده می‌کنند، ولی اسکیت‌های کم کیفیت‌تر و همچنین انواع موجود در فروشگاه‌های اسباب‌بازی فروشی، ممکن است از انواع دیگری از پلاستیک ساخته شده باشند. کفش‌های اسکیت سرعتی معمولاً از الیاف کربن یا آلومینیم اکستروژن شده (گران‌تر ولی مستحکم‌تر)، منیزیم یا حتی آلومینیم فشرده که بعداً به شکل چهارچوب اسکیت درآمده‌اند، (ارزان‌تر ولی دارای استحکام کمتر) ساخته شده‌اند.
چهارچوب‌های ساخته شده از الیاف کربن، گران‌تر ولی در عین حال دارای انعطاف بیشتری هستند، که باعث سواری کم تکان‌تر، ولی به قیمت انتقال کمتر قدرت از پا به چرخ‌ها می‌شود. به‌طور کلی چهارچوب‌های الیاف کربن در حدود ۱۶۰ تا ۱۸۰ گرم وزن دارند. به تازگی چهارچوب‌های ساخته شده از الیاف کربن با ساختار مونوکوک معرفی شده‌اند که استحکامی به اندازهٔ چهارچوب‌های آلومینیمی دارند، در حالی که دارای وزنی تنها در حدود ۱۳۰ گرم هستند. چهارچوب‌های آلومینیمی دارای وزن ۱۷۰ تا ۲۴۰ گرمی هستند.

### یاتاقان یا بلبرینگ

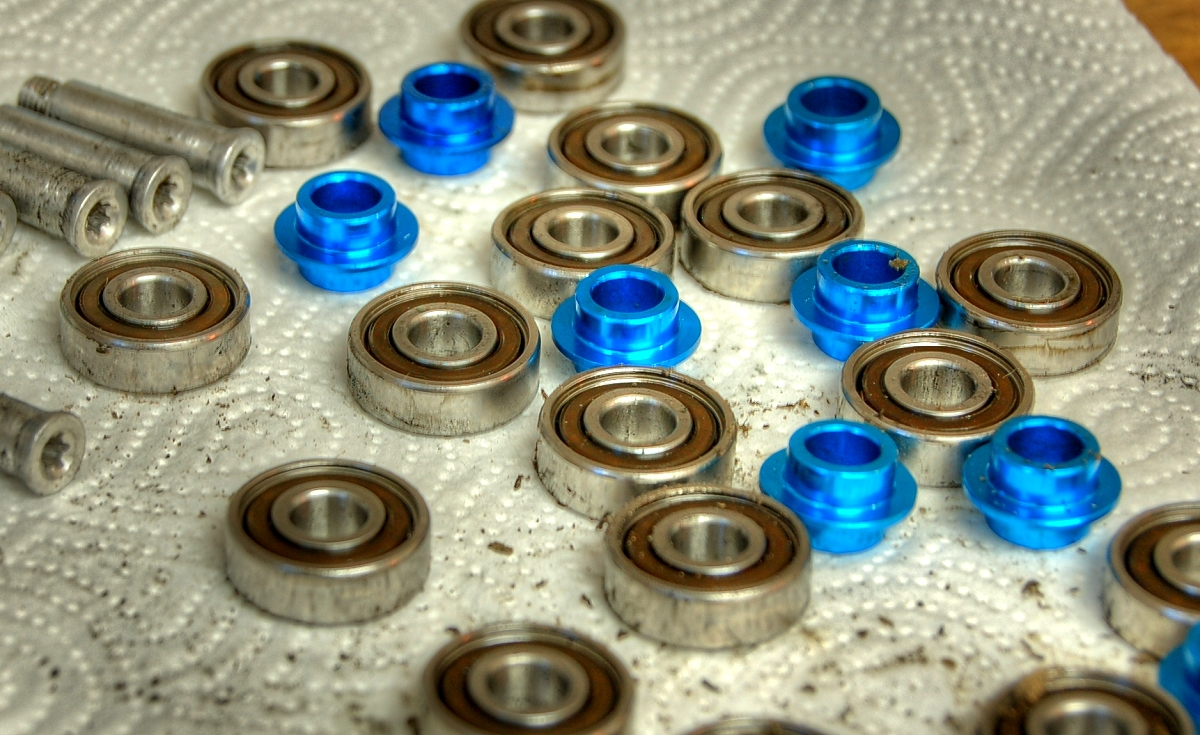
محورها، بلبرینگ‌ها و جداکننده‌ها (بوش میانی)

یاتاقان‌های ساچمه‌ای یا بلبرینگ‌ها (به انگلیسی: Ball bearings) به چرخ‌ها این امکان را می‌دهند که آزادانه و به نرمی به دور محور خود بچرخند. بلبرینگ‌ها عموماً بر اساس مقیاس اَبک (به انگلیسی: ABEC scale)ارزیابی می‌شوند، مقیاسی که برای اندازه‌گیری میزان تحمل ساختار بلبرینگ به‌کار می‌رود و از ۱ (ضعیف‌ترین) تا ۱۱ (بهترین) در اعداد فرد درجه‌بندی شده‌است. استاندارد ابک در واقع برای ماشین‌آلات پرسرعت در نظر گرفته شده بود، نه برای کاربرد در اسکیت‌ها، و نه برای محاسبهٔ کیفیت فولاد استفاده شده در ساخت آن‌ها (که بسیار مهم است). از آنجا که بلبرینگ‌هایی با استاندارد بالاتر دارای کیفیت کلی بالاتری هستند، اینکه آیا این موضوع به معنی سرعت بالاتر نیز هست یا خیر، سؤال‌برانگیز است. حداقل از سال ۲۰۰۷، از میان دیگر شرکت‌ها، شرکت رولربلید شروع به استفاده از سامانه ارزیابی خودش کرد. به عنوان مثال در حال حاضر شرکت رولربلید از مقیاس اس‌جی۱ تا اس‌جی۹، شرکت تویین‌کم از مقیاس آی‌ال‌کیو (به انگلیسی: InLine Qualified) و شرکت بونز از مقیاس «اسکیت ریتد» استفاده می‌کنند.
اشتباهی که معمولاً مردم به هنگام خرید بلبرینگ مرتکب می‌شوند این است که تصور می‌شود هزینهٔ بیشتر مساوی با سرعت بیشتر است. در واقع بلبرینگ‌های نو و سالم اسکیت این‌لاین باعث کاهش تنها ۲٪ از مقاومت چرخشی که چرخ‌های ساخته شده از یورتان ایجاد می‌کنند، می‌شوند؛ بنابراین شانس کمی در بهبود سرعت اسکیت با استفاده از هزینهٔ بیشتر برای خرید بلبرینگ وجود دارد. یک بلبرینگ ایدئال برای اسکیت‌های این‌لاین باید دارای شرایط همچون شرایط زیر باشند: سازندهٔ ثابت شده و معتبر (مانند اس‌کی‌اف، ان‌تی‌ان و غیره)، ترجیحاً درزبندی‌های ضدآب یا ضد آلودگی، استاندارد ابک-۱ برای مقاومت بیشتر در برابر آلودگی در صورتی که امکان ورود هرگونه آلودگی در شرایط استفاده به داخل بلبرینگ وجود داشته باشد و روغن‌کاری با مقداری کمی از گریس یا ژلی که از داخل بلبرینگ به بیرون نشت نکند و از حلقه بلبرینگ در برابر ورود احتمالی آب محافظت کند.
بلبرینگ‌های جدیدتری که به تازگی وارد بازار شده‌اند، از ساچمه‌های سرامیکی به‌جای ساچمه‌های فولادی استفاده می‌کنند که همچنان تا اثبات مزیت خود نسبت به نوع فولادی راه درازی در پیش دارند.
برای هر چرخ اسکیت از دو بلبرینگ استفاده می‌شود، بلبرینگ‌ها در داخل دهانه‌هایی که در دو طرف توپی چرخ به روش قالب‌گیری ایجاد شده‌اند قرار می‌گیرند، و لبه‌ای که در زمان قالب‌گیری در توپی چرخ ایجاد شده‌است (جداکنندهٔ توپی چرخ)، بلبرینگ‌ها را با فاصلهٔ مناسب از یکدیگر نگه می‌دارد. همچنین یک جداکننده، به منظور جدا کردن محور از بلبرینگ‌ها، به دو صورت همجوش با خود محور یا جدا از محور که به دور محور سرانده می‌شود (بسته به نوع سامانهٔ محور مورد استفاده) در ساختار چرخشی اسکیت این‌لاین مورد استفاده قرار می‌گیرد. از آنجا که حلقهٔ بیرونی بلبرینگ با جداکنندهٔ توپی چرخ، و حلقهٔ داخلی بلبرینگ با جداکنندهٔ محور در ارتباط است، بسیار مهم است که رابطهٔ بین این دو جداکننده کاملاً درست باشد. اگر جداکنندهٔ توپی چرخ پهن‌تر از جداکنندهٔ محور باشد این امکان وجود دارد که به هنگام سفت بودن پیچ(ها) ی محور، بلبرینگ دچار قفل شدگی شود. این موضوع را می‌توان به هنگام کار گذاشتن چرخ‌ها بررسی کرد: ابتدا باید اطمینان حاصل کنید که بلبرینگ‌ها به درستی در داخل دهانهٔ چرخ نشسته‌اند تا چرخ‌ها با چهارچوب اسکیت تماس نداشته باشند (به چهارچوب ساییده نشوند)، سپس چرخ‌ها را درون چهارچوب قرار دهید و پیچ محور را با انگشت سفت کنید، چرخ را چرخانده و به هنگام چرخش چرخ پیچ را به‌طور کامل با آچار سفت کنید. اگر سرعت چرخ بلافاصله کاهش پیدا کرد یا ایستاد، احتمالاً به این دلیل است که جداکنندهٔ محوری از جداکنندهٔ توپی چرخ باریک‌تر است و این باعث قفل شدن بلبرینگ می‌شود. همچنین اگر چرخ به چرخش خود ادامه داد، آن را با دست گرفته و در طول محور عقب و جلو ببرید. اگر حرکت محسوس یا صدای «کلیک» احساس کردید به این دلیل است که جداکنندهٔ محور از جداکنندهٔ توپی چرخ پهن‌تر است.

### چرخ‌ها

چرخ‌های اسکیت این‌لاین با قطرها و عرض‌های متفاوت

اندازهٔ چرخ‌ها با توجه به نوع و سبک اسکیت‌سواری دارای تنوع است:
- ۴۴ تا ۵۹ میلی‌متر برای اسکیت اینلاین اگرسیو
- ۴۷ تا ۸۰ میلی‌متر برای هاکی رولر
- ۶۸ تا ۷۲ میلی‌متر برای رول‌اسکیت هنری
- ۷۲ تا ۸۰ میلی‌متر برای اسکیت اسلالوم آزاد و اسکیت سرازیری
- ۷۲ تا ۹۰ میلی‌متر برای اسکیت تفریحی همگانی
- ۹۰ تا ۱۱۰ میلی‌متر برای اسکیت سرعت این‌لاین

امروزه تقریباً تمامی چرخ‌های اسکیت عموماً از پلی‌یورتان (نوعی از پلاستیک بادوام) ساخته می‌شوند. بیشتر انواع دیگر پلاستیک و لاستیک یا خیلی زود دچار خوردگی و ساییدگی می‌شوند یا دارای مقاومت چرخشی بالایی هستند. به‌طور کلی هرچقدر اندازهٔ چرخ بزرگتر باشد، سرعت اسکیت نیز بیشتر خواهد بود، گرچه چرخ‌های بزرگتر برای شروع حرکت انرژی بیشتری را طلب می‌کنند. چرخ‌های کوچک‌تر دارای شتاب‌گیری بهتر و سریع‌تر، مانورپذیری بیشتر و مرکز ثقل پایین‌تری هستند. سختی و استحکام چرخ‌ها با مقیاسی به نام مقیاس «آ» (به انگلیسی: A scale) و در بازهٔ بین ۷۲آ تا ۹۳آ (اعداد بالاتر به معنی سختی بیشتر هستند) ارزیابی می‌شود. چرخ‌های مستحکم‌تر لزوماً سریع‌تر نیستند ولی دارای دوام بیشتری هستند؛ چرخ‌های نرم‌تر به نسبت دارای چسبندگی بیشتری بوده و کمتر تحت تأثیر ناهمواری‌های سطح مسیر قرار می‌گیرند. در دههٔ ۱۹۹۰، مقاومت چرخشی چرخ‌ها با استفاده از چرخ‌هایی با ضریب سختی ۷۸آ به حداقل رسید، درحالی که مقاومت چرخشی در درجات سختی پایین‌تر از ۷۵آ و بالاتر از ۸۵آ به طرز چشم‌گیری افزایش می‌یافت. در اوایل دههٔ ۲۰۰۰، ترکیبات اورتان به‌طور قابل توجهی بهبود پیدا کردند، که به اسکیت‌بازان این امکان را می‌داد تا با استفاده از ترکیبات سخت‌تر با میزان سختی بین ۸۲آ تا ۸۴آ، شاهد افزایش عمر چرخ‌ها و مواجهه با کم‌ترین میزان مقاومت چرخشی باشند.
مقطع و ضخامت چرخ‌ها نیز با توجه به نوع کاربرد آن‌ها متفاوت است. مقطع بیضی شکل برای کاهش اصطکاک و در نتیجه سواری سریع‌تر طراحی شده‌است، گرچه این نوع طراحی مقطع جهت شبیه‌سازی خواص چاقو مانند یک "تیغهٔ یخی" (پاتیناژ) در نظر گرفته شده‌است. مقاطع گردتر به علت داشتن "شکم" بیشتر دارای مقاومت چرخشی کمتری هستند؛ و در پی گذشت زمان، این نوع چرخ‌ها نشان داده‌اند که دارای چسبندگی و پایداری بیشتری نیز هستند (با شباهت کمتر به یک "تیغهٔ یخی"). گرچه وزن آن‌ها از چرخ‌هایی با مقطع بیضی شکل بیشتر بوده و غالباً در مسابقات رشتهٔ اسکیت سرازیری و همچنین در اسکیت‌های تفریحی مورد استفاده قرار می‌گیرند. مزیت دیگر چرخ‌هایی با مقطع گرد، دارا بودن عمر بیشتر و مقاومت بیشتر در برابر خوردگی و ساییدگی به دلیل وجود ترکیبات لاستیکی بیشتر در ساختار چرخ است.
در جهت افزایش پایداری در سرعت‌های بالا، اسکیت‌های در نظر گرفته شده برای اسکیت‌سواری سرازیری معمولاً دارای پنج یا شش چرخ هستند، بر خلاف اسکیت‌های تفریحی و همگانی که به‌طور معمول دارای چهار چرخ هستند. مزیتی که با داشتن تعداد بیشتری از چرخ‌هایی با مقاومت چرخشی پایین به دست آمده بود، با معرفی چرخ‌های ۱۰۰ تا ۱۱۰ میلیمتری همراه با چهارچوب‌های چهار چرخی، کم‌رنگ‌تر شد.

### ترمز
ترمز لاستیکی سخت که در پاشنهٔ چهارچوب نصب می‌شود، به اسکیت‌سوار این امکان را می‌دهد تا با بالا کشیدن پنجهٔ اسکیت و فشردن ترمز بر روی زمین سرعت خود را کاهش داده و بایستد. از آنجا که استفاده از ترمز پاشنه‌ای در مواقع اضطراری و برای کنترل سرعت در سرازیری قابل اطمینان‌ترین و ایمن‌ترین راه است، آموختن چگونگی استفاده از آن، به ویژه برای تازه‌کارها بسیار مهم و ضروری است.
ترمزهای پاشنه‌ای با یکی از حرکات نمایشی با نام «گردش متقاطع» (به انگلیسی: Crossover turn) که در آن اسکیت‌سوار با استفاده از قطع کردن مسیر یک پا با پای دیگر، بدون کاهش چشمگیر سرعت، گردش سریع انجام می‌دهد، دارای تداخل هستند؛ به همین دلیل برخی از اسکیت‌سواران ترجیح می‌دهند از این نوع ترمز استفاده نکنند. اسکیت‌سواران رشته‌های اسلالوم آزاد و اسکیت اگرسیو نیز به این دلیل که ترمزهای پاشنه‌ای می‌توانند آن‌ها را در اجرای مؤثر حرکات نمایشی دچار محدودیت کنند، تمایلی به استفاده از این ترمزها ندارند. بیشتر کفش اسکیت‌های اگرسیو و همچنین اسکیت‌های مسابقه، فاقد ترمز پاشنه‌ای هستند که این موضوع به آن‌ها امکان سرعت‌گیری و کنترل بیشتر را می‌دهد. اسکیت‌سوارانی که از ترمز پاشنه‌ای استفاده نمی‌کنند می‌توانند از روش‌های متنوع دیگری برای توقف استفاده کنند، مانند «توقف تی» (به انگلیسی: T-stop) که در آن اسکیت‌سوار یک پای خود را عمود بر دیگری به شکل حرف تی انگلیسی (T) حرکت داده و با افزایش اصطکاک سرعت خود را کاهش می‌دهد، ویا روشی پیشرفته‌تر به نام توقف هاکی که در آن اسکیت‌باز مسیر حرکت هردو پای خود را به‌طور سریع به جهت عمود بر جهت حرکت اصلی تغییر می‌دهد.

## ترکیب‌بندی‌ها

### ترکیب‌بندی تخت
ترکیب تخت یا مسطح، متداول‌ترین نوع ترکیب‌بندی در اسکیت‌های این‌لاین است، تقریباً تمامی اسکیت‌های ساخته شده برای رشته‌هایی به جز اسکیت اگرسیو از ساختار تخت استفاده می‌کنند. ساختار تخت به این معنی است که بر روی یک سطح صاف، یکایک چرخ‌ها به‌طور هم‌زمان با زمین در تماس هستند. گرچه اسکیت‌های دارای ساختار تخت مانورپذیرترین نوع اسکیت نیستند، ولی برای دستیابی به سرعت بالا بسیار مناسب هستند، به گونه‌ای که اسکیت‌بازان سرعتی و همچنین استقامتی از اسکیت‌هایی با ترکیب‌بندی تخت استفاده می‌کنند. اسکیت‌های اگرسیو نیز گاهی به صورت تخت ولی با فاصله‌ای در وسط که جهت سر خوردن روی میله‌ها و لبه‌ها در نظر گرفته شده‌است، ساخته می‌شوند.

ترکیب‌بندی تخت در اسکیت این‌لاین

این تصور که ترکیب‌بندی تخت تنها عامل تأثیرگذار بر سرعت اسکیت باشد، کاملاً اشتباه است. چهارچوب‌های بلند، بلبرینگ‌هایی با مقاومت کم و مهارت بالای اسکیت‌سوار نیز می‌تواند به دستیابی او به سرعت بالاتر کمک کند.

### ترکیب‌بندی هلالی/موزی کامل
این نوع ترکیب‌بندی بیشتر مورد توجه اسکیت‌سوارانی است که به مانورپذیری اسکیت به هنگام اسکیت‌سواری بر روی زمین‌های تخت و مسطح اهمیت می‌دهند. اسکیت‌بازان آزاد، اسکیت‌بازان اسلالوم آزاد و اسکیت بازان نمایشی تمایل به استفاده از این نوع ترکیب‌بندی دارند. این ساختار را به دلیل منحنی بودن و شبیه بودن به تیغه‌های یخی منحنی، «هلالی» یا «موزی» می‌نامند. در این نوع ترکیب‌بندی، بر روی زمین‌های مسطح تنها دو عدد از چرخ‌ها در هر زمان با زمین در تماس هستند، که این موضوع باعث افزایش راحتی در چرخش‌ها و در عوض باعث کاهش پایداری و در نتیجه سختی در حفظ تعادل می‌شود. علاوه بر این، ترکیب‌بندی منحنی دارای حداکثر سرعت کمتری نسبت به نوع تخت است.

ترکیب‌بندی هلالی/موزی کامل در اسکیت این‌لاین

ساختارهای تخت عموماً به‌طور طبیعی تبدیل به ساختار منحنی می‌شوند، زیرا چرخ‌های جلو و عقب فشار و اصطکاک بیشتری را نسبت به چرخ‌های میانی متحمل می‌شوند.
داشتن یک چهارچوب کوتاه (۲۳۰ تا ۲۴۵ میلیمتر) در ترکیب با ساختار منحنی چرخ‌ها، مانورپذیری بیشتر و مطلوب‌تری را به دنبال خواهد داشت.

### ترکیب‌بندی منحنی در جلو
این ساختار غالباً توسط اسکیت‌سواران خیابانی مورد استفاده قرار می‌گیرد که خواستار قابلیت کنترل نوع منحنی در مواجهه با پستی و بلندی‌های زمین و همچنین سرعت مطلوب نوع تخت هستند. داشتن یک چرخ کوچک‌تر در جلوی اسکیت، قابلیت چرخ جلویی در راهنمایی کل اسکیت به هنگام عبور از ناهمواری‌های سطح زمین (به جای درگیر شدن با آن‌ها و برهم زدن تعادل اسکیت‌سواران کم تجربه) را تقویت می‌کند. همچنین داشتن یک ساختار تخت در عقب، به اسکیت‌سوار این امکان را می‌دهد که قدرت را به‌طور مؤثرتری به قسمت عقبی اسکیت منتقل کرده تا به سرعت بهتری دست یابد.

ترکیب‌بندی منحنی در جلو